# Lophomilia
Lophomilia é um gênero de traça pertencente à família Arctiidae.